# غاريت جونسون
غاريت جونسون (بالإنجليزية: Garrett Johnson)‏ هو منافس ألعاب قوى أمريكي، ولد في 24 مايو 1984 في تامبا في الولايات المتحدة.

## وصلات خارجية
- غاريت جونسون على موقع الاتحاد الدولي لألعاب القوى (الإنجليزية)